# Преднебесный чертёж триграмм
Преднебесный чертеж триграмм (Порядок расположения триграмм по Фу Си; 先天图 или 伏羲八卦图) — зафиксированная последовательность расположения восьми триграмм, приписываемая мифическому создателю китайской цивилизации Фу Си. Различают линейное и круговое расположение.

## Линейное расположение
Триграммы в линейном расположении по Фу Си имеет следующую последовательность:
Цянь, Дуй, Ли, Чжэнь, Сюнь, Кань, Гэнь, Кунь (乾, 兌 (兑), 離, 震, 巽, 坎, 艮, 坤).
Неявное указание на это имеется в следующем тексте, содержащемся в девятом чжане раздела «Си цы чжуань» Книги Перемен.
是故，易有太極，是生兩儀，兩儀生四象，四象生八卦，八卦定吉凶，吉凶生大業。
В переводе Еремеева В. Е.:

Таким образом, в Переменах есть Великий предел. Он рождает двоицу образов. Двоица образов рождает четыре символа. Четыре символа рождают восемь триграмм. Восемь триграмм определяют счастье и несчастье. Счастье и несчастье рождают великое деяние.
Для того, чтобы выстроить линейную последовательность расположения триграмм по Фу Си, руководствуясь приведенной цитатой, необходима более подробная визуализация упомянутых в ней терминов.
Двоица образов (兩儀) — это два начала Инь (陰) и Ян (陽), которые в графическом виде представляются в виде прерванной посередине и сплошной горизонтальных черт. Это "0" и "1" одного двоичного разряда (одного бита).
Четыре символа (四象) — четыре свойства взаимодействия сил Инь и Ян. Их можно представить в виде четырех комбинаций из двух черт, которые называются Старая Инь 老陰, Молодой Ян 少陽, Молодая Инь 少陰, Старый Ян 老陽. Это два двоичных разряда (два бита).
Восемь триграмм (八卦) — восемь комбинаций из трех черт в последовательности 乾, 兌 (兑), 離, 震, 巽, 坎, 艮, 坤. Это три двоичных разряда (три бита).
Весь процесс можно изобразить в древовидном виде следующим образом:
Из последнего чертежа видно, что на каждом этапе происходит раздвоение предшествующего компонента по принципу Инь-Ян:
Великий предел рождает Инь и Ян.
Инь — рождает Старую Инь и Молодого Ян. Ян — рождает Молодую Инь и Старого Ян.
Старая Инь — рождает Кунь и Гэнь… (и так далее).
Причем все раздвоения противоположны по знаку. Для Четырех Символов  принадлежность к Инь или Ян можно узнать по верхней черте. Если она иньская, то компонент принадлежит Инь, если янская, то — Ян.
Для триграмм существует еще один способ определить их знак — по семейному признаку.
В соответствии с вышеизложенным получаем:
- Иньские — Инь, Старая Инь, Молодая Инь, Кунь, Сюнь, Ли, Дуй;

- Янские — Ян, Старый Ян, Молодой Ян, Цянь, Чжэнь, Кань, Гэнь.

Изображая янские порождения Великого Предела в виде белых полей, а иньские — в виде черных полей, древовидное изображение можно представить в виде следующей схемы:
Если мы продолжим вертикальные линии верхних восьми полей, то получим восемь триграмм, последовательность чередования инь и ян в которых и их линейное расположение и будет последовательностью Фу Си.
Следует иметь в виду, что традиционно иероглифический текст пишется сверху вниз и справа налево, поэтому в привычной для нас последовательности записи текста слева направо, триграммы будут располагаться в следующем порядке:
乾, 兌 (兑), 離, 震, 巽, 坎, 艮, 坤.

## Круговое расположение
Примечание к рисунку: Основание (первая черта) у всех триграмм обращена к центру круга.
Круговое расположение триграмм по Фу-Си образуется из двух последовательностей:
Цянь (1) — Дуй (2) — Ли (3) — Чжэнь (4) и Сюнь (5) — Кань (6) — Гэнь (7) — Кунь (8)
которые соединяются через центр круга по триграммам Чжэнь — Сюнь. Таким образом, триграмма Цянь (Небо) оказывается вверху, а триграмма Кунь (Земля) — внизу.
Ориентация по странам света следующая: Цянь — Юг, Кунь — Север, Ли — Восток, Кань — Запад. Согласно китайской традиции, на чертеже Юг расположен вверху.